# Steinvåg
Steinvåg (eller Steinsvåg) är en tätort i Bømlo kommun i Vestland fylke i västra Norge. Orten ligger vid fylkesväg 541, på den västra delen av ön Bømlo.
Tidigare har orten tillhört dåvarande Finnås kommun, därefter dåvarande Bremnes kommun i Hordaland fylke.